# Kabinettsgarten

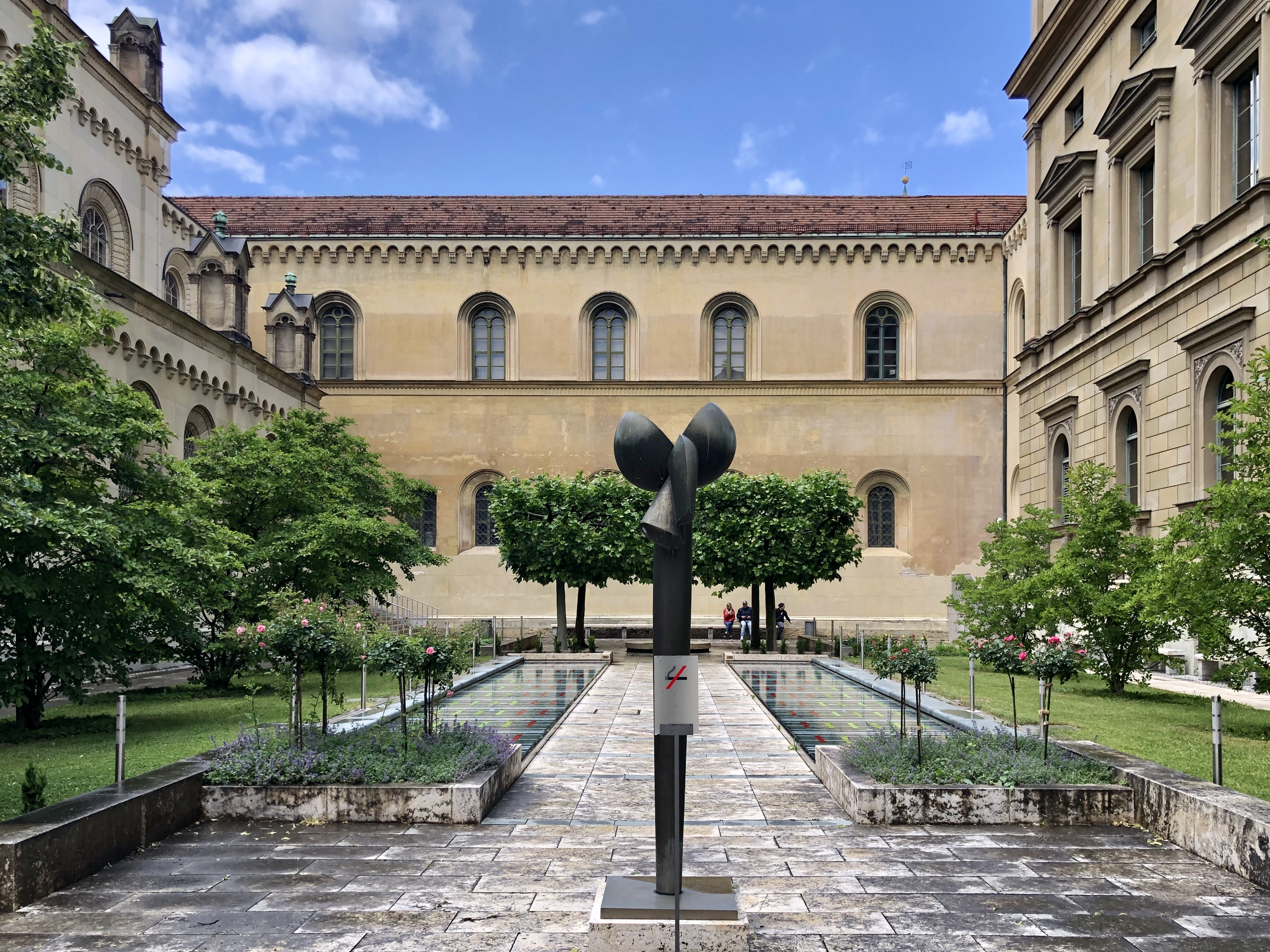
Der Kabinettsgarten vom Eingang her gesehen mit der Skulptur Flora III von Fritz Koenig

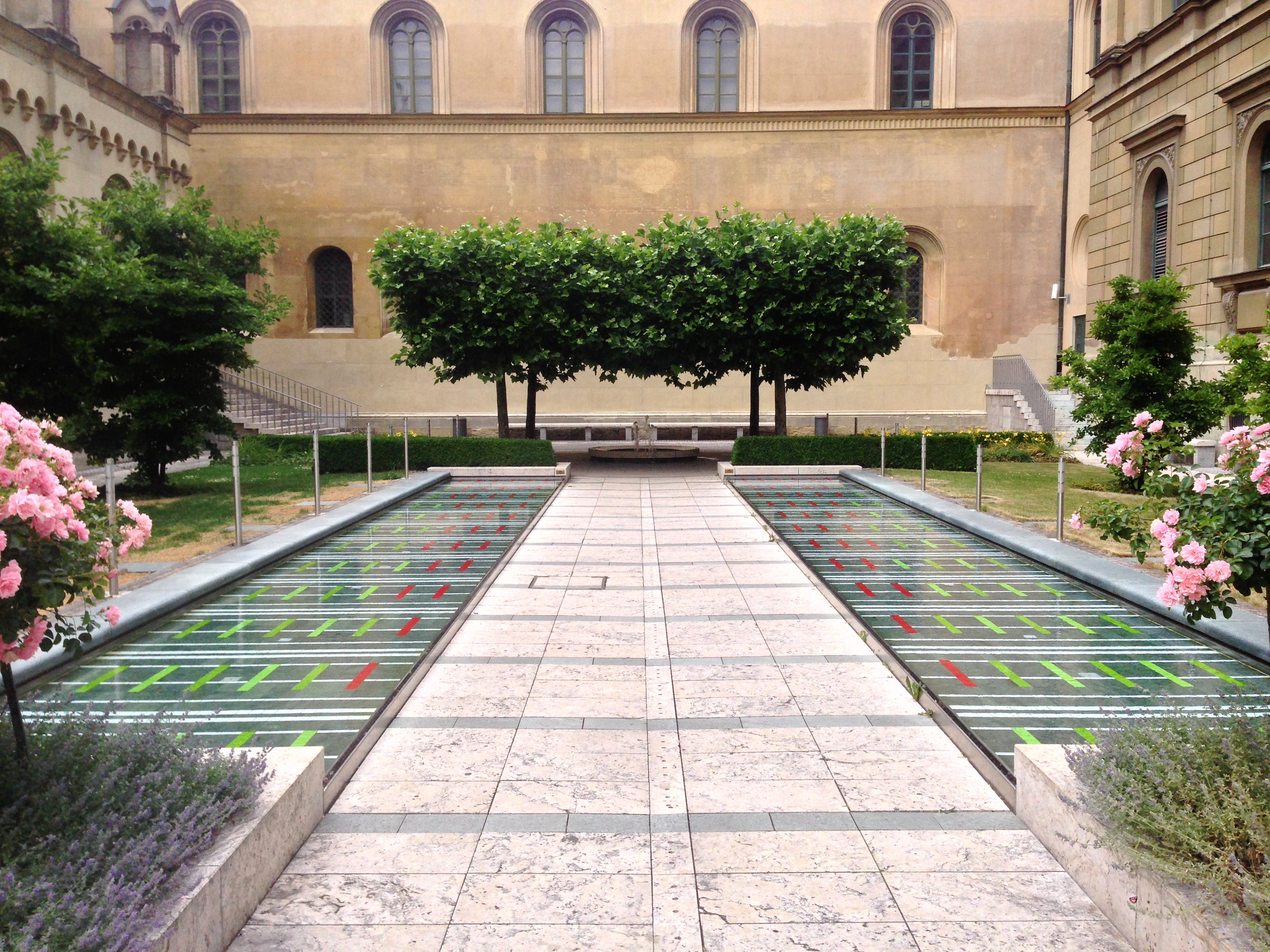
Die Wasserbecken und die Pflanzung

Der Kabinettsgarten ist ein kleiner Hof an der östlichen Seite der königlichen Residenz in München. Der Kabinettsgarten schließt sich an die Allerheiligen-Hofkirche an.

## Geschichte
Mitte des 19. Jahrhunderts entstand der Hof am östlichen Rande der Residenz, der mit einer Mauer abgegrenzt wurde und nur durch eine schmale Öffnung betreten werden konnte. Ursprünglich stand in der Mitte ein Springbrunnen, der von Rasenflächen umgeben war und mit vier Linden an der Hofmauer sowie einem hölzernen Laubengang begrenzt wurde. Im 20. Jahrhundert verwilderte der Garten und wurde als Gemüsegarten oder als Hühnerhof zweckentfremdet.
Im Jahr 2002 wurde vom bayerischen Finanzministerium die Neugestaltung des Gartens durch den Landschaftsarchitekten Peter Kluska beschlossen. Die Bauausführung dauerte von Oktober 2002 bis Juni 2003. Als Kosten werden 437.000 Euro angegeben.

## Gestaltung
Der kleine Garten mit 1000 m² füllt eine Nische in der Gebäudeflucht der Residenz. Er ist vom Marstallplatz für die Allgemeinheit zugänglich. Zudem führt eine neu geschaffene Freitreppe vom Inneren der Residenz zum Garten. Sie kann bei Veranstaltungen aus der Allerheiligen-Hofkirche, dem Foyer des Cuvilliés-Theaters und vom Brunnenhof erreicht werden.
Durch den schmalen Eingang gelangt man auf einen kleinen Platz mit einer Skulptur des Bildhauers Fritz Koenig. Der anschließende Mittelweg wird von flachen Wasserflächen mit geometrischen Mosaiken begrenzt. Diese werden wiederum von schmalen Rasenstreifen eingefasst. Am gegenüberliegenden Ende befindet sich erneut ein kleiner Platz mit einem runden, niedrigen Springbrunnen gesäumt von vier Platanen, deren Kronen beschnitten werden, um zu einem gemeinsamen Dach zusammenzuwachsen. An den Rändern des Gartens befinden sich Seitenwege, so dass man die gesamte Anlage umrunden kann. Rundum stehen Bänke, auf denen sich Besucher niederlassen können.
Bodenplatten, Stufen und Steinblöcke sind auf sehr hellem Kalkstein und lockern die warmen Erdfarben der Fassaden auf. Die flachen Wasserbecken haben einen dunklen Untergrund aus Orthogneis, die durch weiße Streifen aus Glassteinen gegliedert werden. In sie ist ein regelmäßiges Muster aus roten und grünen Glasflächen eingearbeitet. Wasser und Licht verleihen den Mustern Bewegung.
Der Garten wurde beim Deutschen Landschaftsarchitekturpreis 2005 mit einer Würdigung ausgezeichnet und war zum DBA Preis 2006 nominiert. Er wird als „kleines Juwel“ beschrieben, das eine „heitere Atmosphäre“ und „bezaubernde Stimmung“ vermittelt.

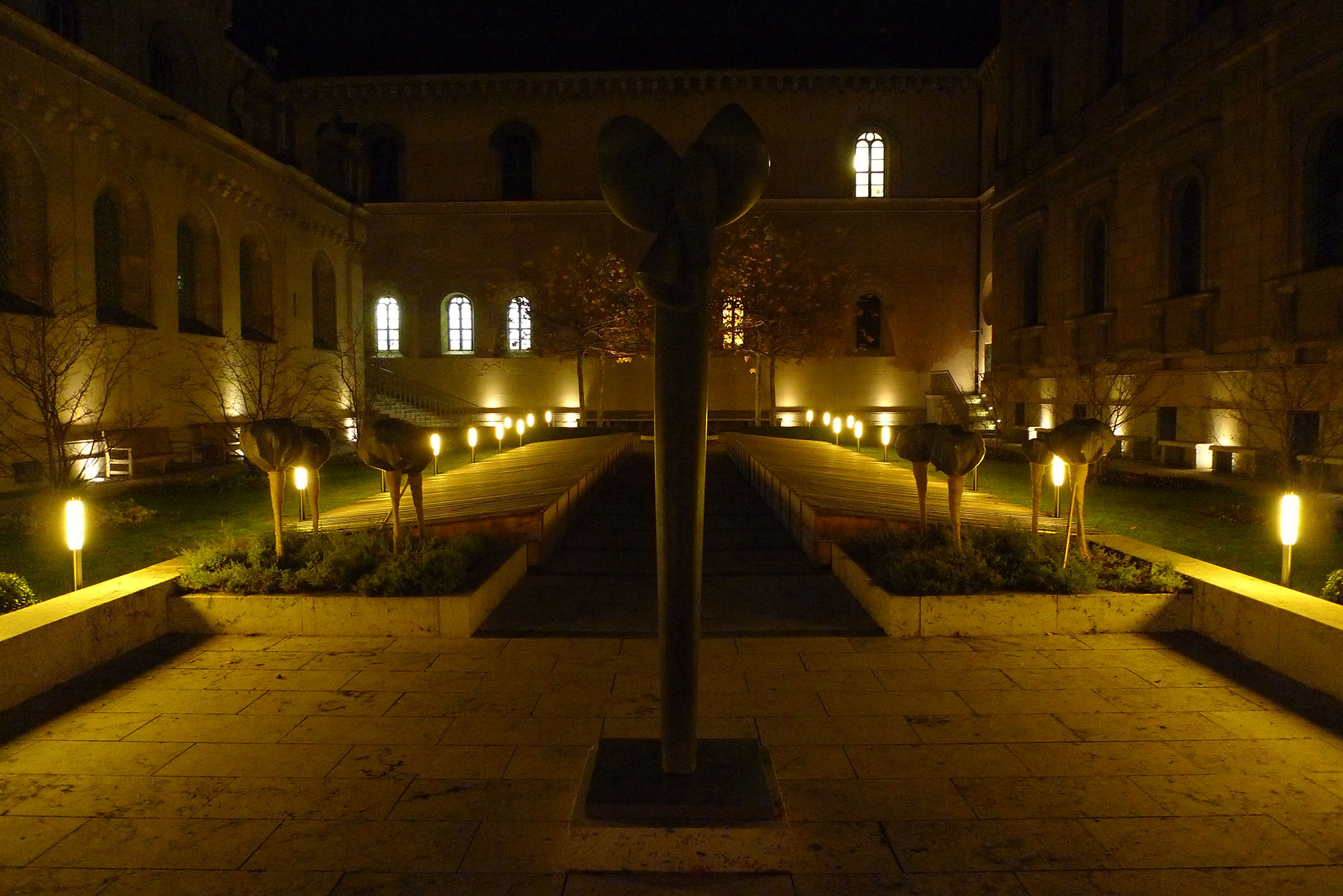
Kabinettsgarten bei Nacht